# Łukawa (Sainte-Croix)
Pour les articles homonymes, voir Łukawa.
Łukawa est une localité polonaise de la gmina de Wilczyce, située dans le powiat de Sandomierz en voïvodie de Sainte-Croix.